# Карымова, Лейла Викторовна
Лейла Викторовна Кары́мова (род. 3 июля 1998 года, Оренбургская область) — российская спортсменка (вольная борьба). Призёрка чемпионатов России (2019, 2021, 2022) по вольной борьбе. Мастер спорта.

## Спортивная карьера

### Ранние годы
В ноябре 2011 года Карымова стала финалисткой первенства России в весовой категории до 40 кг. В 2013 году на первенства России выиграла бронзовую медаль в весе до 49 кг. В 2015 году стала выступать на международном уровне, она стала призёркой (третье место) кадетского первенства Европы 2015 в Сербии, международного турнира "Klippan Lady Open" в Швеции и гран-при Германии. На чемпионате России 2016 она попробовала себя во взрослой борьбе, но не добилась успеха. В 2017 году Лейла стала бронзовой призёркой первенства России среди юниорок в Гулькевичи (Краснодарский край) в весе до 51 кг.

### Настоящее время
На гран-при "Ивана Ярыгина" 2019, Лейла смогла завоевать первую медаль на взрослом уровне. В первом кругу она проиграла Наталье Малышевой, но смогла вернуться и завоевать бронзовую медаль, победив участницу Олимпийских игр 2016 из США Хейли Оджелло. Стала так же бронзовой медалисткой Чемпионата России 2019, и гран-при "Александр Медведь" в Минске. В 2021 финишировала третьей на чемпионате России и первой на гран-при "Александр Медведь" в весовой категории до 53 кг. В начале 2022 года на турнире гран-при "Иван Ярыгин" она выиграла бронзовую медаль. Участница турнира Яшар Догу в Турции. На чемпионате России 2022 среди студентов стала первой, в финале она победила Зайнаб Газалову из Дагестана. Карымова стала третьей на первому турнире лига Поддубного 2022 в Москве. Месяцам позже, на чемпионате России, Лейла выиграла бронзовую медаль. На VIII Всероссийской летней Универсиады в Грозном стала победительницей, в финале она одолела Дарью Хвостову. Участница международного турнира в Монголии, где она стала третьей. Стала 2-й на втором этапе турнира лиги Поддубного 2022. На чемпионате России среди студентов 2023, в Карачаево-Черкесии, стала чемпионкой в новой для себя весовой категории до 55 кг. В августе 2023 года Лейла пришла первой на Международном фестивале университетского спорта в Екатеринбурге.

## Спортивные достижения
- 2019, 2022 Гран-при Иван Ярыгин — ;
- 2019 Чемпионат России — ;
- 2021 Чемпионат России — ;
- 2022 Чемпионат России — ;
- 2023 Международный фестиваль университетского спорта — ;